# Gualtiero Isacchi
Mons. Gualtiero Federico Isacchi (* 7. září 1970, Lecco) je italský římskokatolický duchovní a arcibiskup Monreale.

## Život
Narodil se 7. září 1970 v Leccu.
Nastoupil do nižšího semináře v Merate a později do Albano Laziale. Roku 1990 přešel do vyššího semináře Jana Pavla II. v Římě, kde na Papežské lateránské univerzitě získal bakalářský titul z teologie. Dne 7. prosince 1994 byl biskupem Dante Berninim vysvěcen na kněze a inkardinován do suburbikální diecéze Albano. Sloužil ve farnosti svatého papeže Eugenia v Pavoně.
Byl ředitelem diecézní oratoře, úřadu pro pastoraci mládeže a úřadu pro pastorační povolání. Od roku 2005 působil jako rektor diecézního semináře a o rok později byl jmenován biskupským vikářem. Roku 2010 byl ustanoven diecézním ekonomem. Dne 4. dubna 2009 mu byl udělen titul Kaplan Jeho Svatosti.
Dne 28. dubna 2022 jej papež František jmenoval arcibiskupem Monreale. Biskupské svěcení přijal 31. července z rukou kardinála Marcella Semerara a spolusvětiteli byli arcibiskup Michele Pennisi a biskup Vincenzo Viva.